# Ding Yu
Ding Yu var en kinesisk målare, aktiv från mitten av 1700-talet till början av 1800-talet. Hon var gift med målaren Zhang Pengnian (1761–1818). Hon var känd för sina porträtt, som hon målade i västerländsk stil. 